# Сингапурско-филиппинские отношения
Сингапурско-филиппинские отношения — двусторонние дипломатические отношения между Сингапуром и Филиппинами. Отношения были установлены 16 мая 1969 года.

## История отношений
Отношения между странами были установлены 16 мая 1969 года.
В августе 1986 года президент Филиппин Корасон Акино предпочла отправиться в Джакарту и Сингапур, нарушив традицию, согласно которой первым зарубежным визитом президента всегда должен быть Вашингтон. Премьер-министр Сингапура Ли Куан Ю вместе с президентом Индонезии Сухарто предложили Акино избежать примирения с коммунистическими повстанцами в её стране и расширить права баз Соединенных Штатов на Филиппинах.
В 1995 году запланированный государственный визит премьер-министра Сингапура был отложен «до более благоприятного времени» после казни Флор Контемпласьон. Этот случай вызвал самый глубокий раскол между двумя странами АСЕАН за более чем 25 лет. Экономические отношения между двумя странами также были напряжёнными. Сингапурские инвестиции в Филиппины сократились с 65 миллионов долларов США в 1994 году до 3,7 миллионов долларов США к 1995 году. Несмотря на эти разногласия, полные дипломатические отношения между двумя странами были восстановлены в январе следующего года. В декабре 1998 года две страны подписали сингапурско-филиппинское соглашение об улучшении двусторонней торговли на саммите АСЕАН в Ханое.
В январе 2017 года секретарь Дельфин Лоренцана объявил, что он добивается возрождения филиппино-сингапурских военных учений, которые начались в 1994 году. Они были остановлены в 1996 году из-за отсутствия военного соглашения, которое позволило бы сингапурским силам проводить учения, поскольку Конституция Филиппин не разрешает размещать иностранные войска на Филиппинах.

## Дипломатические миссии
- У Сингапура есть посольство в Маниле[8]
- У Филиппин есть посольство в Сингапуре[9]